# Аван (древнє місто)
Аван (шумер. 𒀀𒉿𒀭𒆠; a.wa.anki, «країна аванів») — загублене стародавнє місто-держава або регіон Еламу в західній частині сучасного Ірану. Воно часто згадується разом із містами Сузи та Аншан у ранній історії Межиріччя, через значну кількість конфліктів із Шумером. 

## Місцезнаходження
Місто Аван досі не було знайдено археологами. Можливе розташування виводять з опису 15-го року правління (бала) Іббі-Сіна, п'ятого та останнього правителя Третьої династії Уру, а саме «Рік, коли Іббі-Сін, цар Ура, ревів, як буря, проти Сузи, Адамдуна (та) землі Аван; змусив їх підкоритися за один день; і взяв їхнього володаря (володарів) в полон». Вважається, що Аван розташований поблизу Сузи та Адамдуна (можливо, Андімешк).

У написі Рімуша (бл. 2279–2270 рр. до н. е.), другого правителя Аккадської імперії, зазначено, що він вів битву «між Аваном і Сузами» поблизу «річки Каблітум» (Каблітум = Середина).
«<Рімус, цар світу, у битві> здобув перемогу над Абалгамасом, царем Парахсуму. Захар, Елам, [Г]упін та [Ме]лухга зібралися в Па[рах]сумі для битви, але він, (Рімус) захопив С[ідгау], генерала [Парахсуму] (та) [царя(?)] Еламу між (містами) [Ав]аном та [Сузами], біля «[Середньої] Річки». [Крім того], він [на]валив над [ними] [могильний курган] в [області] міста. Крім того, він вирвав [фундамент] Парахсуму з землі Елам, і (тим самим) Рімус, цар світу, правив Еламом ....»

## Історія міста

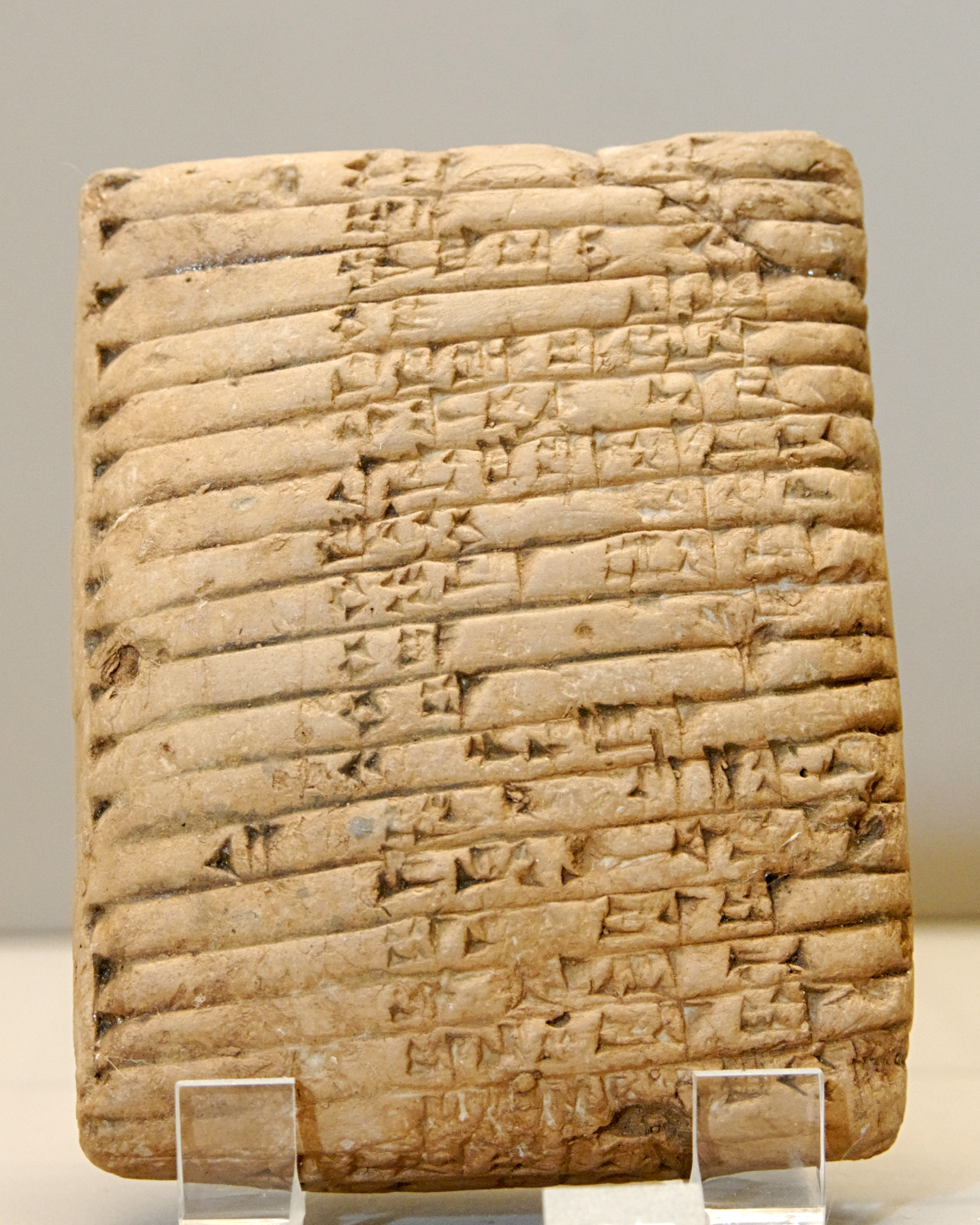
Династичний список дванадцяти царів династії Аван та дванадцяти царів династії Шимашкі, 1800–1600 рр. до н. е., Лувр

У місті правила династія еламських правителів, названа на честь міста – «династія Аван». Її заснував правитель на ім'я Пелі, тому її іноді називають «династією Пелі». Згідно з Шумерським списком царів, Аван поклав край Першій династії Ура приблизно у 2450 році до нашої ери, і три царі Авана потім правили південними регіонами Шумеру. На жаль, імена трьох правителів у тексті не зберіглися. Основним джерелом цієї інформації є набагато пізніший список царів, записаний на табличці старовавилонського періоду. Табличка містить два списки: дванадцять правителів Авана та дванадцять правителів Шимашкі (Šimaški). Висловлювалися сумніви щодо списку, особливо щодо розділу із містом Аван. Лише два правителі зі списку Аван відомі достовірно із сучасних записів: Лухішшан та Кутик-Іншушінак, а також Хітаа, але це не точно.

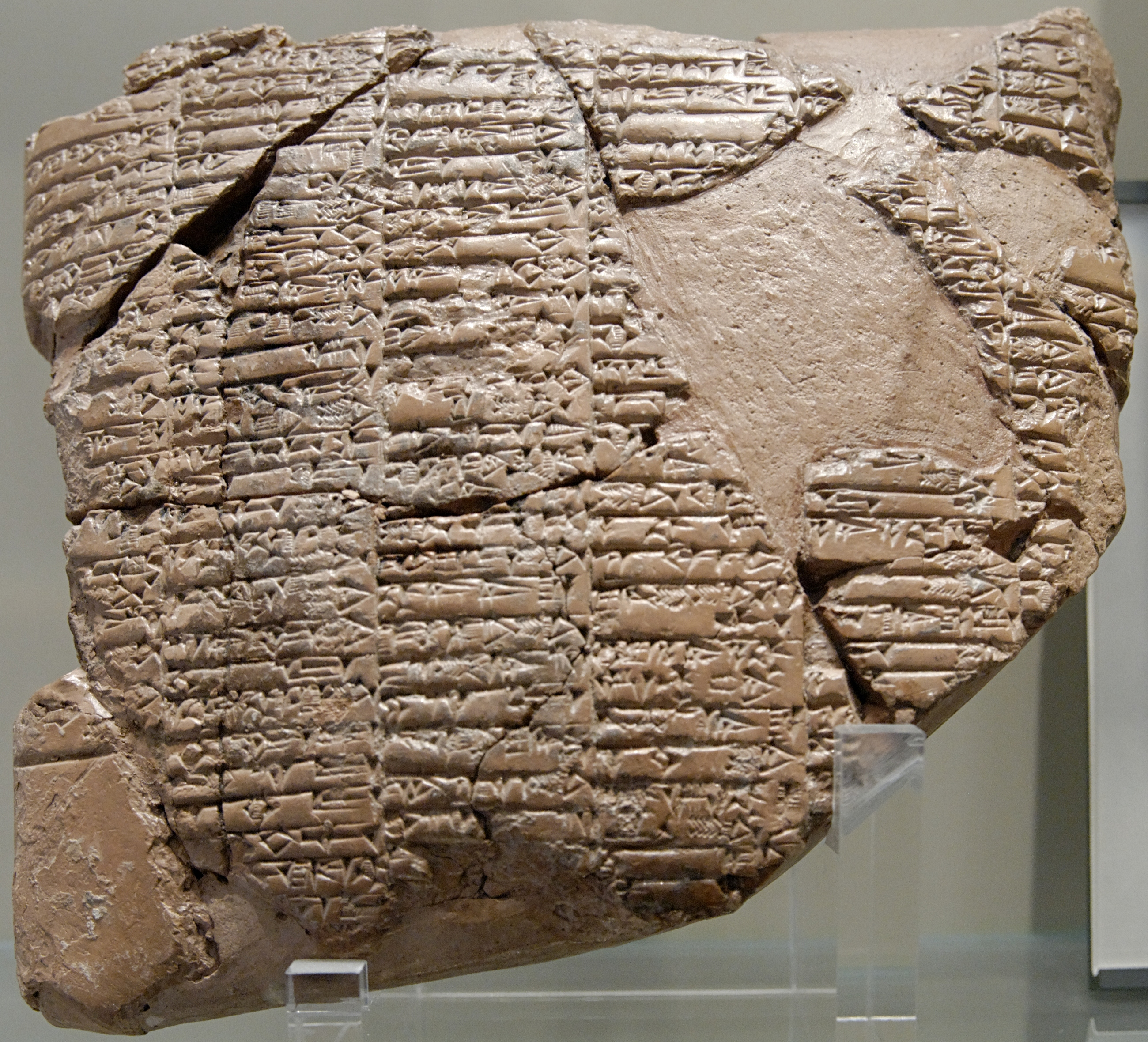
Договір Авану з Нарам-Сіном, Лувр

На пам'ятнику, що фіксує один з його військових походів, Саргон Аккадський (бл. 2334–2279 рр. до н. е.), перший правитель Аккадської імперії, перераховує полонених та здобич, включаючи «здобич з  Авана». Там вказано, що невідомий цар Авана (іноді припускають, що це був Хітаа) підписав мирний договір давньоеламською мовою, написаний давньоаккадським письмом, де Нарам-Сін  заявив: «Ворог Нарам-Сіна — мій ворог, друг Нарам-Сіна — мій друг» . Давньоеламітська мова погано вивчена (всі доступні тексти дуже короткі), що ускладнює інтерпретацію тексту. Там також згадується близько двадцяти богів, переважно еламітських, але з кількома шумерськими та аккадськими, включаючи Іншушинака, Хумпана, Наххунте, Сімута та Пінікір. Було висловлено припущення, що офіційний договір дозволив Нарам-Сіну укласти мир на своїх східних кордонах, щоб він міг ефективніше боротися із загрозою з боку гутіїв.
Аван виборов незалежність від аккадців за правління Шаркалішаррі. Але через деякий час династія Аван завершилася із поразкою її останнього царя, Кутик-Іншушінака, від Ур-Намму (бл. 2112–2094 рр. до н. е.), після чого регіон опинився під контролем Третьої династії Ура.
Остання згадка про Аван датується правлінням Іббі-Сіна (бл. 2028–2004 рр. до н. е.), останнього правителя імперії Ур, і лише як географічна область.

## Список правителів
| Портер або напис | Правитель                      | Приблизна дата та тривалість правління                                                   | Коментарі, примітки та посилання на згадки |
| --- | ------------------------------ | ---------------------------------------------------------------------------------------- | --- |
| Ранній династичний період (приб. 2600 – 2500 рр. до н. е.)                                                                         |                                |                                                                                          | |
| Династія Авану (приб. 2600 – 2500 рр. до н. е.)                                                                                    |                                |                                                                                          | |
| «Потім Ур був розгромлений, а царювання перейшло до Авану.» — Список царів Шумеру та Аккаду                                        |                                |                                                                                          | |
| | Невідомо                       | приб. 2600 р. до н. е.                                                                   | - Історичність невідома - Та сама особа, що й Пелі (?) - У Шумерському списку царів зазначено, що він носив титул «царя» не лише Авана, а й мав «царську владу» над усім Шумером              |
| | ...Лу                          | приб. 2580 р. до н. е.                                                                   | - Історичність невідома - Та сама особа, що й Тата (?) - У Шумерському списку царів (SKL) зазначено, що він носив титул «царя» не лише Авана, а й мав «царську владу» над усім Шумером        |
| | Кур-Ішшак 𒆪𒌌                   | приб. 2550 р. до н. е. (36 років)                                                        | - Історичність невідома - Та сама особа, що й Укку-Танхіш (?) - У Шумерському списку царів (SKL) зазначено, що він носив титул «царя» не лише Авана, а й мав «царську владу» над усім Шумером |
| |                                |                                                                                          | |
| «3 царі; вони правили 356 років. Потім Аван був переможений, і царювання було перенесено до Кіша». — Список царів Шумеру та Аккаду |                                |                                                                                          | |
| Портер або напис | Правитель                      | Приблизна дата та тривалість правління                                                   | Коментарі, примітки та посилання на згадки |
| Ранній династичний період (приб. 2500 – 2350 рр. до н. е.)                                                                         |                                |                                                                                          | |
| Династія Пелі (приб. 2500 – 2015 рр. до н. е.)                                                                                     |                                |                                                                                          | |
| | Пелі або Фейлі                 | приб. 2500 р. до н. е.                                                                   | - Історичність невідома - Носив титул «Король Авана» - Засновник династії Пелі |
| Тата 𒋫𒀀𒅈 | приб. 2450 р. до н. е.         | - Історичність невідома - Носив титул «Король Авана» - Та сама особа, що і ...Лу (?)     | |
| Укку-Танхіш | приб. 2400 р. до н. е.         | - Історичність невідома - Носив титул «Король Авана» - Та сама особа, що і Кур-Ішшак (?) | |
| Хішуташ | приб. 2400 – 2350 рр. до н. е. | - Історичність невідома - Носив титул «Король Авана»                                     | |
| Шушун-Тарана 𒋗𒋗𒌦𒋫𒊏𒈾 | приб. 2400 – 2350 рр. до н. е. | - Історичність невідома - Носив титул «Король Авана»                                     | |
| Напі-Ілхуш 𒈾𒉿𒅍𒄷𒄷 | приб. 2400 – 2350 рр. до н. е. | - Історичність невідома - Носив титул «Король Авана»                                     | |
| Кікку-Сіве-Темті | приб. 2400 – 2350 рр. до н. е. | - Історичність невідома - Носив титул «Король Авана»                                     | |
| Портер або напис | Правитель                      | Приблизна дата та тривалість правління                                                   | Коментарі, примітки та посилання на згадки |
| Доімперський період (приб. 2350 – 2334 рр. до н. е.)                                                                               |                                |                                                                                          | |
| | Лухішшан 𒇻𒄴𒄭𒅖𒊮𒀭                | помер приб. 2325 р. до н. е.                                                             | - Син Хішібрасіні - Носив титул «Король Авана» - сучасник Саргона |
| Портер або напис | Правитель                      | Приблизна дата та тривалість правління                                                   | Коментарі, примітки та посилання на згадки |
| Аккадський період (приб. 2334 – 2154 рр. до н. е.)                                                                                 |                                |                                                                                          | |
| | Санам-Шімут                    | приб. 2325 р. до н. е.                                                                   | - сучасник Саргона |
| | Хішепратеп II                  | приб. 2320 р. до н. е.                                                                   | - Історичність невідома - Та сама особа, що і Хішібрасіні (?) - Носив титул «Король Авана» |
| | Зінуба                         | приб. 2315 р. до н. е.                                                                   | - сучасник Саргона |
| |                                |                                                                                          | |
| | Хелу                           | приб. 2300 р. до н. е.                                                                   | - Історичність невідома - Носив титул «Король Авана» |
| | Емахсіні                       | приб. 2280 р. до н. е.                                                                   | - Історичність невідома - Носив титул «Король Авана» - Сучасник Рімуша |
| |                                |                                                                                          | |
| | Епірмупі 𒂊𒉆𒈬𒉈                  | приб. 2279 р. до н. е.                                                                   | - Сучасник Рімуша (?) - Носив титули «військового губернатора Еламу» та «губернатора Сузів».                                                                                                  |
| | Енаммуна                       | Невідомо                                                                                 | - Сучасник Рімуша (?) |
| |                                |                                                                                          | |
| | Ауталуммаш                     | приб. 2270 р. до н. е.                                                                   | - Сучасник Маніштушу (?) - Історичність невідома - Носив титул «Король королів Еламу» |
| |                                |                                                                                          | |
| | Ешпум 𒀹𒅗                       | приб. 2269 р. до н. е.                                                                   | - Сучасник Маніштушу (?) - Носив титул «губернатор Еламу» |
| | Ламгіум                        | Невідомо                                                                                 | - Сучасник Маніштушу |
| | Уба                            | Невідомо                                                                                 | - Сучасник Маніштушу |
| | Ур-Ілі-Адад                    | Невідомо                                                                                 | - Сучасник Маніштушу |
| | Хітаа 𒄭𒋫𒀀                      | приб. 2250 р. до н. е.                                                                   | - Сучасник Нарам-Суена - Носив титул «Король Авана» |
| | Ілі-Ішмані 𒉌𒉌𒅖𒈠𒉌               | приб. 2200 р. до н. е.                                                                   | - Сучасник Шаркалішаррі - Носив титули «військового губернатора Еламу» та «губернатора Сузів»                                                                                                 |
| | Хіта-а 𒄭𒋫𒀀                     | Невідомо                                                                                 | - Та сама особа, що і Хітаа (?) - Сучасник Шаркалішаррі - Носив титул «Король Авана» |
| | Шінпі-хіш-хук                  | Невідомо                                                                                 | - Брат Хітаа (?) - Сучасник Шаркалішаррі |
| |                                |                                                                                          | |
| Портер або напис | Правитель                      | Приблизна дата та тривалість правління                                                   | Коментарі, примітки та посилання на згадки |
| Гутійський період (приб. 2154– 2112 рр. до н. е.)                                                                                  |                                |                                                                                          | |
| | Кутик-Іншушінак 𒅤𒊭𒀭𒈹𒂞          | приб. 2150 р. до н. е.                                                                   | - Син Шінпі-хіш-хук - Сучасник Гудеа - Носив титули «військового губернатора Еламу» та «губернатора Сузів» та «Король Авану».                                                                 |